# King Kong (película de 2005)
King Kong es una película de acción y aventuras de 2005 dirigida por Peter Jackson y protagonizada por Naomi Watts, Jack Black, Adrien Brody y Andy Serkis (en el papel del cocinero Lumpy pero también como actor mímico en la captura de movimiento que permitió la representación de King Kong). Se trata de una adaptación del clásico de 1933.
Fue estrenada el 14 de diciembre de 2005 en Alemania y Estados Unidos, y tuvo una apertura de 50,1 millones de dólares. Si bien tuvo un rendimiento menor de lo esperado, King Kong obtuvo ingresos brutos nacionales y mundiales que finalmente sumaron $ 562 millones,  convirtiéndose en la cuarta película más taquillera en la historia de Universal Pictures en ese momento y la quinta película más taquillera de 2005. También generó $ 100 millones en ventas de DVD con el lanzamiento de su video casero. King Kong obtuvo críticas en gran parte positivas de los críticos y apareció en varias listas de los diez primeros en 2005. La película fue elogiada por sus efectos especiales, actuaciones, sentido del espectáculo, así como elogiaron también la dirección de Jackson y comparando su trabajo con el original de 1933. Las críticas negativas se centraron en su duración de 3 horas. A pesar de todo, ganó tres Premios de la Academia: Mejor Edición de Sonido, Mejor Mezcla de Sonido y Mejores Efectos Visuales. Un videojuego fue lanzado junto con la película, que también se convirtió en un éxito comercial y crítico.

## Argumento
El argumento es muy similar al del clásico de 1933. Ann Darrow (Naomi Watts) es una actriz de vodevil que al quebrar su teatro queda sin trabajo, sufriendo las penurias y la pobreza en la Nueva York de la Gran Depresión. Ann conoce por accidente a Carl Denham (Jack Black), un fracasado director de cine quien desesperadamente necesitaba a una actriz para su nueva película y con ella emprender un viaje en un viejo barco llamado S.S. Venture hacia tierras desconocidas. Ann solo acepta después de saber que el guionista principal del filme será Jack Driscoll (Adrien Brody), un escritor al que ella admiraba.
Ya en el barco, Denham logra engañar a Driscoll el tiempo suficiente para que el barco zarpe y él no logre bajar. Por el camino, Denham le cuenta a Driscoll la verdad aunque no se lo revela a los tripulantes para no alarmarles, pero un chico que trabajaba en el barco llamado Jimmy les cuenta todo a la tripulación y estos se amotinan contra Denham por no avisarles y porque pensaban que sería un suicidio. Durante el viaje, Ann y Driscoll se conocen y se enamoran. Pero de repente, aparece un gigantesco muro delante del Venture, pese a que intentan esquivarlo, no pueden y acaban encallando.
Ese momento es aprovechado por Denham para bajar a tierra junto a Driscoll, Ann y el resto de su equipo de filmación.
Al llegar a tierra, Denham se encuentra con una niña nativa de la isla, que al principio parece tranquila y les pide que se marchen de la isla, pero que después, está muy hostil y Denham no cesa de provocarla al querer obsequiarle chocolate. De repente, los nativos comienzan a atacar al equipo, y cuando están a punto de matar a Denham y a Driscoll, el capitán del barco y su tripulación aparecen ahí, asesinando a un nativo y ahuyentando a todos los otros. Todos deciden regresar al barco y se disponen para marcharse, pero Driscoll descubre que Ann no está en el barco y que ha sido secuestrada por los nativos. Así que varios tripulantes del Venture junto a Driscoll, Bruce Baxter (protagonista del filme de Denham) y el propio Denham se internan en la isla para rescatar a Ann, pero el capitán Englehorn les avisa de que sólo tienen 24 horas para regresar, dándoles a entender que si no regresan con Ann en 24 horas, se irán de la isla sin ellos.
Ann es ofrecida como sacrificio por los nativos a un gorila de proporciones gigantescas al que llaman Kong (Andy Serkis). Ann logra escapar de las garras de Kong pero es atacada por los monstruos prehistóricos que viven en la isla. Finalmente, es atacada por tres Vastatosaurus rex (descendientes ficticios del tiranosaurus). Kong lucha contra los vastatosaurus para proteger a Ann. Mientras tanto, Driscoll, Denham y los demás caminan por la isla buscando a Ann, pero por el camino, quedan atrapados en una estampida de Brontosaurus, en ella muere el camarógrafo de Denham pero la mayoría del grupo logra salir sano y salvo. Bruce Baxter, Preston (ayudante de Denham) y varios tripulantes regresan al barco.   
Durante la persecución de Kong con Ann, Kong se topa con el grupo de Driscoll y Denham, Hayes, uno de los tripulantes del Venture se pone a sí mismo en peligro para acabar con el gorila, pero este advierte sus intenciones y lo arroja por un acantilado, luego voltea el tronco donde estaban y todos caen por el precipicio. Ya abajo, solo logran sobrevivir Driscoll, Denham (con la película y la cámara destruidos), Jimmy (aprendiz de Hayes), Lampy (el cocinero), y un par de tripulantes más. Pero son atacados por insectos y sanguijuelas gigantes, y Lampy y los otros dos tripulantes mueren. El resto del grupo es rescatado por el capitán Englehorn, Bruce Baxter y los demás tripulantes que acaban con los insectos y rescatan a los supervivientes.
Driscoll insiste en ir a buscar a Ann pese a las protestas de Englehorn, Denham logra convencer a este de capturar a Kong y decide usar a Driscoll como cebo para el gorila. Driscoll logra encontrar a Ann y la rescata de entre las garras de Kong pero son atacados por murciélagos gigantes, Kong se despierta y furioso, ataca a Driscoll. Este y Ann logran descender por el acantilado agarrados a la pata de uno de los murciélagos, logran llegar a un río y reunirse con Englehorn, Denham y los demás que están preparados para atrapar a Kong. Ann se percata de que tratan de capturar a Kong y trata de evitarlo pero Driscoll la retiene, cuando parecía que ya habían capturado a Kong, este se resiste y ataca a la tripulación del Venture, Denham finalmente logra dormirlo lanzándole una botella de cloroformo.
Ya de regreso a Nueva York, Denham se ha hecho muy famoso al atrapar a Kong y lo presenta con el cartel de "King Kong, la octava maravilla del mundo". Kong es exhibido en Broadway ante la gente que en masa ha acudido a ver al "monstruo". Sin embargo, sus más allegados se avergüenzan de su actitud, Preston se avergüenza de ver como su amigo se ha vendido al dinero y la fama, mientras, Driscoll está observando una obra de teatro, escrita por él. Al verla, decide que llegó el momento de declararle su amor a Ann.
Mientras, Denham presenta a Kong en sociedad con toda una parafernalia que para Driscoll y Preston es realmente vomitiva. Pero Kong se enfurece principalmente por los flashes de las cámaras y rompe las cadenas con las que estaba atado desatando el terror en el público que al instante huye. En las calles de Broadway se desata un tremendo caos cuando King Kong logra escapar del teatro a las calles para encontrar a Ann, pero sobre todo persiguiendo a Driscoll. Mientras desata el caos por las calles, Kong busca desesperadamente a Ann hasta que da con ella finalmente. Kong y Ann comienzan a pasear por las nevadas calles de Nueva York hasta que las fuerzas de seguridad comienzan a atacar a Kong, este comienza a subir por el Empire State para escapar de los soldados, Driscoll logra entrar al edificio. Allí arriba, Kong y Ann son atacados por Curtiss SBC Helldiver de la U.S Navy, que comienzan a ametrallar a Kong hasta que cae agotado desde el punto más alto del edificio, muriendo. Driscoll logra llegar al punto más alto donde declara su amor a Ann. En el suelo periodistas y soldados se acercan al cadáver de Kong y un periodista dice: "Los aviones han acabado con él", pero Denham le replica: "No fueron los aviones. Fue bella quien mató a la bestia" y, después de decir esto, se retira de ahí, lleno de remordimiento y de culpa por todo lo que ha hecho.

## Personajes
- Ann Darrow (Naomi Watts): Es una joven actriz de teatro que sufre la Gran Depresión de los años 30. Además es la chica de la cual se enamora King Kong. Después de conocer a Carl Denham (Jack Black), acepta ser su actriz al saber que la supuesta película fue escrita por Jack Driscoll (Adrien Brody). Luego de estar algunos días en el barco, ella y Jack se enamoran. Ann es retenida por Kong aunque rescatada por Driscoll, al regresar a Nueva York, Kong la persigue y la encuentra, Ann y Kong suben al Empire State donde allí los biplanos acaban con Kong y donde Ann se reúne de nuevo con Driscoll.
- Carl Denham (Jack Black): Es un inescrupuloso productor de cine, que al no vender ninguna de sus películas, consigue que Ann Darrow (Naomi Watts) sea su actriz. Es además el que consigue el Mapa a Isla Calavera y guía al barco a ese lugar. Denham está obsesionado con grabar su película hasta el punto de que no le importa a quién ponga en peligro para lograrlo. Tras caer por el acantilado y que su cámara se rompiera, decide capturar a Kong, no sin problemas, Denham lleva a Kong a Nueva York donde es exhibido por este aunque Kong se escapa desatando el caos por las calles.
- Jack Driscoll (Adrien Brody): Es un famoso escritor de Nueva York. Sus intenciones eran descender del barco, pero Carl logra engañarlo por lo cual el queda a bordo, en el transcurso de los días se enamora de Ann, y además King Kong lo considera su principal enemigo.
- Capitán Englehorn (Thomas Kretschmann): Es el capitán del S.S. Venture. El barco que logra obtener Carl, quien al llegar a la isla les advierte de lo que allí puede pasar.
- Jimmy (Jamie Bell): Es el tripulante más joven del S.S. Venture. Ha vivido allí los últimos cuatro años, después de que Hayes (Evan Parke) lo encontrara en una jaula. Nunca se supo de donde venía, y a lo largo del tiempo le toma cariño a Hayes, quien es duro con él porque quiere que Jimmy tenga un futuro mucho mejor que el de ser un miembro de tripulación.
- Preston (Colin Hanks): Es el asistente de Carl. Al igual que Bruce vuelve al barco. También descubre que Carl es un farsante y lo único que quiere es ganar dinero.
- Lumpy (Andy Serkis): Es el cocinero, el cirujano, el barbero y el segundo oficial del S.S. Venture. También es el mejor amigo de Choy (Lobo Chan). Muere en el risco devorado por sanguijuelas gigantes.
- Bruce Baxter (Kyle Chandler): Es el actor principal de la película de Carl y un engreído galán de cine. Luego de sobrevivir del ataque de los dinosaurios huye con otros tripulantes al barco. Luego salva a Carl, Jack y Jimmy de ser devorados por insectos gigantes junto con el Capitán Englehorn. Cuando regresan a Nueva York, Denham presenta a Baxter como el hombre que salvó a la bella de las garras de la bestia. Finge ser valiente y aguerrido como sus personajes de película, pero realmente es un cobarde.
- Hayes (Evan Parke): Es el primer oficial del S.S. Venture. Es el que encuentra a Jimmy, a quien le tomó cariño y en la isla trata de protegerlo de lo que allí pasa. Muere luego de que King Kong lo lanza contra un risco y su cuerpo cae al fondo de este. Su cuerpo es devorado posteriormente por los arácnidos gigantes.
- Herber (John Sumner): Es el camarógrafo de Carl. Muere al ser devorado por Venatosaurus.
- Choy (Lobo Chan): Es un marinero japonés del S.S. Venture y es el mejor amigo de Lumpy. Muere al caer del tronco que King Kong boto por el risco. Su cuerpo luego es devorado por los gusanos gigantes.
- Reina Shar (Vicky Haughton) es la líder de los nativos quien le obsequia a Kong todas las víctimas que han muerto por años.
- Feral Child (Jacinta Wawatai) es la nieta de la reina de los nativos quien le tiene envidia a Carl.
- Mike (Craig Hall): Es otro ayudante de Carl. Es el primero en ser asesinado por los Nativos de la Isla Calavera.
- Según Carl al morir Mike le dice a Herber y Preston que todo lo que reúnan será para la esposa e hijos de Mike, lo mismo sucede cuando Herber muere. Tras esto Preston descubre que Carl es un farsante que quiere ganar dinero.
- Manny (Bill Johnson): Es el dueño del Teatro en donde trabajaba Ann. Luego de que este fuera clausurado este se regresa a Chicago. También es el hombre que cuidó a Ann desde pequeña. (Nunca va a la isla).

## Criaturas
Como en toda película de King Kong, aparte del mismo Kong en la isla viven otras criaturas, pero en cada film suele haber diferentes especies. Esta película tuvo la intención de crear el hipotético camino evolutivo que pudieron haber tomado ciertos animales prehistóricos en caso de que no se hubiesen extinguido; así que en realidad, en la película no se ven especies prehistóricas reales, sino sus ficticios descendientes. En caso de que haya algún género o especie real, será señalado. Y son los siguientes:
- Brontosaurus baxteri: El género Brontosaurus sí es real, pero la especie en particular de la película no lo es. La especie más grande conocida a partir de restos fósiles es B. excelsus. El que se ve en la película es su descendiente, de mucho mayor tamaño, el cual fue bautizado como B. baxteri. Pueden medir entre 24,4 y 36,6 metros de longitud. Una manada de estos saurópodos atemorizados persiguen a Carl y los exploradores. Son enormes bestias cuadrúpedas de cuellos largos.
- Venatosaurus: Este género de terópodos es descendiente de los raptores prehistóricos (nótese en el filme el garfio característico de los dromeosaurios en el pie). La especie vista en la película es el Venatosaurus saevidicus, el cual consta de un gran tamaño, de entre 4,9 y 7,9 metros de longitud. En el filme son los que persiguen a los saurópodos que persiguen a los exploradores. También atacan a Herber (camarógrafo de Carl) y lo matan. Se han hecho réplicas del cráneo del Venatosaurus y es único en el suborden Theropoda, se aprecia en la dentadura. También se tiene constancia de otra especie en la isla, la cual es mucho más pequeña, Venatosaurus impavidus.
- Foetodon ferrus: El Foetodon es un reptil de grandes dimensiones, de entre 4,6 y 6,1 metros de longitud y pesa 600 kg. Su forma física se parecería a una mezcla entre Megalania y Postosuchus. Es un gran y musculoso arcosaurio, con un instinto depredador y una capacidad de movimiento y velocidad para la caza asombroso. En la película atacan a Ann cuando ella escapa de Kong. Ella se esconde en un tronco descompuesto para refugiarse. A uno se lo traga el Vastatosaurus rex. Algunos le han llamado también Nefundusaurus.
- Megapede dereponecis: Esta especie es uno de los mayores ciempiés que se conocen, mucho mayor que sus parientes reales de la actualidad, esta especie puede alcanzar longitudes de entre 91 y 150 cm. Una de estas escolopendras obliga a Ann a que salga del tronco donde se refugia. Existe un fósil del Carbonífero parecido a esta; se llama Arthropleura.
- Vastatosaurus rex: Es la especie de dinosaurio carnívoro más grande en la isla calavera, descendiente del Tyrannosaurus rex. Eso explica su aspecto tan similar, sin embargo, presenta diferencias anatómicas con respecto a su antepasado. Los  tiranosáuridos prehistóricos (incluyendo al T. rex) presentan solo dos dedos en sus brazos, pero el Vastatosaurus tienes tres (uno de ellos opuesto). Al igual que su predecesor, su principal arma es la cabeza, cuyo cráneo es más corto y compacto, con una formación ósea intensamente reforzada, mucho más que el de cualquier otro dinosaurio conocido. Además tienen una asombrosa rapidez y agilidad que no se espera de un animal tan grande, pudiendo correr a velocidades de 40 km/h en tramos cortos. Su construcción robusta y piel gruesa (similar a la de los cocodrilos) reducen lesiones físicas que pueden tener en combate. Su tamaño medio es de 15,2 metros de longitud, su altura es de 6,7 metros hasta la cadera y pesan 13,6 toneladas, más grandes que el Tyrannosaurus rex. En la película aparecen tres Vastatosaurus, los cuales persiguen a Ann y luchan contra Kong. Se repite la famosa escena de Kong desencajándole la mandíbula al T. rex (en este caso al V. rex).
- Carnictis sordicus: Especie parecida a una lombriz y sanguijuela, pero de gran tamaño, pudiendo medir entre 2,1 y hasta 4 metros de longitud. Se alimentan de presas muertas o heridas, lentas pero tremendamente implacables en la caza, rodeando a la presa y abrumándola en conjunto. Esta habita en las simas abisales de la isla y en la película estuvo entre los invertebrados gigantes que atacaron a varios de los tripulantes.
- Weta-rex (Deinacrida rex): Son enormes grillos que habitan en las simas abisales de la isla, miden de 61 a 91 cm de largo. El género Deinacrida es real, el cual alberga las mayores especies conocidas de Wetas, sin embargo, la weta-rex es por lejos mucho mayor que sus parientes reales. Trabajan en grupo para derribar a presas mucho mayores que ellas. Un grupo de weta-rex y otros invertebrados atacan a los hombres de Carl cuando ellos se caen desde un precipicio, lanzados por Kong.
- Terapusmordax obscenus: Extraños seres voladores parientes de los murciélagos que sobrevuelan la isla, y Kong reposa en una de sus cuevas. Son considerablemente más grandes que sus parientes reales, pueden alcanzar entre los 2,4 y los 3 metros de envergadura. Se alimentan de casi cualquier cosa, son omnívoros, pero aun así son agresivos cazadores cuando proponen serlo, cazan lagartos, aves, o hasta pequeños dinosaurios. Recuerdan a las gárgolas al mirarles al rostro.
- Ferrucutus cerastes: A este dinosaurio se le puede clasificar en cierta medida como a los otros, se trata de un ceratópsido de gran tamaño, descendiente de sus antepasados prehistóricos, probablemente acostumbraban vivir en manadas como ellos. Su longitud es de 7,3 a 11 metros, su altura media es de 3 metros y pesan de 5,4 a 6,4 toneladas. Uno de ellos atacó a Carl, Jack y los exploradores. Es asesinado a tiros posteriormente. Esta escena de la película se suprimió debido a que los tiros de la ametralladora eran bastante pocos para un animal tan grande. Sin embargo, en la película original se puede ver un pequeño plano del animal bebiendo en un abrevadero.
- Piranhadon titanus: Es una criatura acuática gigantesca, de 15,2-21,3 metros de longitud y 12,7 toneladas de peso para las hembras, y de 6,1 metros y 1,8 toneladas para los machos. Se trata de un descomunal pez depredador, tiene unas aletas pectorales muy desarrolladas, lo suficiente como para trasladar su inmenso cuerpo fuera del agua (por la orilla), característica que recordaría a los anfibios más primitivos. Además muestra ciertas similitudes con otras especies fósiles. Una de ellas ataca a los hombres de Carl. Esta escena también se suprimió.
- Invertebrados acuáticos: En las riveras de la isla calavera habitan un gran número especies de invertebrados acuáticos, y algunas de ellas son de gran tamaño. Entre las especies conocidas se encuentran los Aspiscimex exos de 5,5 a 7 metros de longitud, los Hydruscimex maximus de 2,7 a 3,7 metros de longitud, Mortifillex venefecus de 91 a 120 cm de longitud, el scorpio-pede (Nepapede harpagabdominus) de 61 a 91 cm de longitud, entre otros. Algunos son parecidos a ciertos artrópodos que vivieron en el Paleozoico; los Brontoscorpios y los Pterygotus son ejemplos, es posible que sean descendientes de ellos. Antes del ataque del Piranhadon aparecen algunos de estos invertebrados acuáticos que atacan la balsa. Esta escena también fue suprimida de la película.

## Estreno
La campaña de marketing comenzó el 27 de junio de 2005, cuando el tráiler hizo su debut, primero en el sitio web oficial de Volkswagen a las 8:45 p. m., diez minutos después a través de los medios de comunicación propiedad de NBC Universal (el dueño de Universal Studios), incluyendo NBC, Bravo!, CNBC, y MSNBC. El avance apareció en los cines con La Guerra de los Mundos, el 29 de junio.
Jackson ha expresado su deseo por remasterizar la película en formato 3-D en algún momento del futuro. Jackson también fue visto grabando con una cámara 3-D durante el rodaje de King Kong.
| País | Fecha                              |
| --- | ---------------------------------- |
| Estados Unidos Canadá Alemania Australia Austria Bélgica Chipre Croacia Dinamarca Emiratos Árabes Unidos Eslovenia España Estonia Filipinas Finlandia Francia Grecia Hong Kong Hungría Islandia Kenia Letonia Lituania Malasia Noruega Nueva Zelanda Países Bajos Polonia Rusia Singapur Sudáfrica Suecia Suiza Tailandia Taiwán Ucrania | miércoles, 14 de diciembre de 2005 |

| País | Fecha                              |
| --- | ---------------------------------- |
| Reino Unido Bolivia Chile Eslovaquia Israel Perú Portugal República Checa Serbia y Montenegro Argentina                                                       | jueves, 15 de diciembre de 2005    |
| Belice Brasil Colombia Costa Rica Ecuador El Salvador Guatemala Honduras India Italia Corea del Sur México Nicaragua Panamá Rumania Turquía Uruguay Venezuela | viernes, 16 de diciembre de 2005   |
| Japón | sábado, 17 de diciembre de 2005    |
| Indonesia | miércoles, 21 de diciembre de 2005 |
| Pakistán | viernes, 30 de diciembre de 2005   |
| Líbano | jueves, 5 de enero de 2006         |
| China | jueves, 12 de enero de 2006        |
| Egipto | miércoles, 25 de enero de 2006     |

| País | Fecha                              |
| --- | ---------------------------------- |
| Estados Unidos Canadá Alemania Australia Austria Bélgica Chipre Croacia Dinamarca Emiratos Árabes Unidos Eslovenia España Estonia Filipinas Finlandia Francia Grecia Hong Kong Hungría Islandia Kenia Letonia Lituania Malasia Noruega Nueva Zelanda Países Bajos Polonia Rusia Singapur Sudáfrica Suecia Suiza Tailandia Taiwán Ucrania | miércoles, 14 de diciembre de 2005 |

| País | Fecha                              |
| --- | ---------------------------------- |
| Reino Unido Bolivia Chile Eslovaquia Israel Perú Portugal República Checa Serbia y Montenegro Argentina                                                       | jueves, 15 de diciembre de 2005    |
| Belice Brasil Colombia Costa Rica Ecuador El Salvador Guatemala Honduras India Italia Corea del Sur México Nicaragua Panamá Rumania Turquía Uruguay Venezuela | viernes, 16 de diciembre de 2005   |
| Japón | sábado, 17 de diciembre de 2005    |
| Indonesia | miércoles, 21 de diciembre de 2005 |
| Pakistán | viernes, 30 de diciembre de 2005   |
| Líbano | jueves, 5 de enero de 2006         |
| China | jueves, 12 de enero de 2006        |
| Egipto | miércoles, 25 de enero de 2006     |

## Recepción

### Taquilla
En Norteamérica, King Kong recaudó $9 755 745 durante su estreno en miércoles y $50 130 145 durante su primer fin de semana, para un total de 66,1 millones de dólares en cinco días. Algunos analistas consideraron estas cifras iniciales decepcionantes, diciendo que los ejecutivos habían esperado más. La película obtuvo una recaudación bruta de 218 080 025 USD en taquilla doméstica y terminó en el top cinco de las películas con mayor recaudación de ese año. La cinta recaudó un adicional de $ 332 437 332 USD en la taquilla internacional por un total mundial de $550 517 357; contra un costo de producción de $200 000 000, con lo que se le clasificó como una de las películas más costosas de 2005 en todo el mundo.
Durante su lanzamiento en formato casero, King Kong vendió más de $100 millones de dólares en DVD, la mayor venta en seis días en la historia de Universal Studios. King Kong vendió más de 7,6 millones de DVD, acumulando cifras por cerca de 194 millones de dólares en ventas en el mercado nacional solamente. A partir del 25 de junio de 2006, King Kong ha generado casi $38 millones brutos en alquiler de DVD. En febrero de 2006, TNT/TBS y ABC pagaron a Universal Studios $26,5 millones de dólares por los derechos de la película para transmitirla en televisión.

### Crítica
King Kong recibió críticas positivas de los críticos. En opinión agregada sitio Rotten Tomatoes , la película tiene un índice de aprobación del 84% sobre la base de 267 comentarios, con una calificación promedio de 7.68 / 10. El consenso crítico del sitio dice: "Con efectos especiales de última generación, actuaciones fabulosas y una majestuosa sensación de espectáculo, la nueva versión de King Kong de Peter Jackson es una epopeya potente que es fiel al espíritu del original de 1933". En Metacritic , la película tiene una puntuación de 81 sobre 100, basada en 39 críticos, lo que indica "aclamación universal". Las audiencias encuestadas por CinemaScore le dieron a la película una calificación promedio de "A–" en una escala de A + a F.
Se colocó en las listas de los "diez primeros" de varios críticos, con Roger Ebert dándole cuatro estrellas, y la catalogaron como la octava mejor película de 2005. La película recibió cuatro nominaciones al Premio de la Academia , por Efectos visuales , Mezcla de sonido ( Christopher Boyes , Michael Semanick , Michael Hedges , Hammond Peek ), Edición de sonido y Diseño de producción , ganando todos menos el último. Entertainment Weekly calificó la representación de Kong como el personaje más convincente generado por computadora en la película en 2005. Algunos criticaron la película por retener los estereotipos racistas que habían estado presentes en la película de 1933, aunque no se sugirió que Jackson lo hubiera hecho intencionalmente. King Kong ocupa el puesto 450 en la lista de 2008 de la revista Empire de las 500 mejores películas de todos los tiempos. El crítico de The Guardian , Peter Bradshaw, dijo que "ciertamente iguala, e incluso supera, todo lo que hizo Jackson en El señor de los anillos ". Sin embargo, Charlie Brooker , también de The Guardian, dio una crítica negativa en la que describe la película como "dieciséis veces más exagerada e histriónica de lo necesario".

### Premios

#### Premios Óscar
| Categoría                | Receptor                                                       | Resultado | Ref.   |
| ------------------------ | -------------------------------------------------------------- | --------- | ------ |
| Mejor dirección de arte  | Grant Major Dan Hennah Simon Bright                            | Nominados | [ 16 ] |
| Mejor sonido             | Christopher Boyes Michael Semanick Michael Hedges Hammond Peek | Ganadores | [ 16 ] |
| Mejores efectos visuales | Joe Letteri Brian Van’t Hul Christian Rivers Richard Taylor    | Ganadores | [ 16 ] |
| Mejor edición de sonido  | Mike Hopkins Ethan Van der Ryn                                 | Ganadores | [ 16 ] |

#### Premios Globo de Oro
| Categoría                   | Receptor            | Resultado | Ref.          |
| --------------------------- | ------------------- | --------- | ------------- |
| Mejor banda sonora original | James Newton Howard | Nominado  | [ 17 ] [ 18 ] |

#### Premios BAFTA
| Categoría                  | Receptor                                                      | Resultado | Ref. |
| -------------------------- | ------------------------------------------------------------- | --------- | ---- |
| Mejor sonido               | Hammond Peek Christopher Boyes Mike Hopkins Ethan Van der Ryn | Nominados |      |
| Mejor diseño de producción | Grant Major                                                   | Nominado  |      |
| Mejores efectos visuales   | Joe Letteri Christian Rivers Brian Van't Hul Richard Taylor   | Ganadores |      |

## Alusiones cinematográficas y literarias
- Peter Jackson quiso que Fay Wray hiciese un cameo, pero declinó la invitación y falleció antes de que comenzara el rodaje, en 2004.
- Carl Denham considera contratar a Fay Wray, pero está rodando con Merian C. Cooper; en la época en que se ambienta la película ambos estaban filmando precisamente el primer King Kong.
- Jack Black y los críticos han notado una similitud entre Carl Denham y Orson Welles.[19]
- Cuando Driscoll está buscando un lugar para dormir en la bodega de animales, una caja detrás de él dice "Sumatran Rat Monkey - ¡Cuidado con la mordida!" Esta es una referencia a la criatura que causa el caos en la película de Jackson, Braindead.[20] En la película, se describe que el rat monkey (mono rata) solo fue encontrado en la Isla Calavera

## Banda sonora
King Kong: Original Motion Picture Soundtrack fue compuesta por James Newton Howard, quien también compuso la partitura de The Sixth Sense, Dinosaur, Atlantis: The Lost Empire y Treasure Planet. Originalmente, Howard Shore que trabajó con Peter Jackson en El Señor de los Anillos, fue elegido para componer el score de la película. Shore completó y grabó varias pistas antes de que él y Jackson se separaran. La aparición de Shore como el conductor en el teatro de Nueva York del cual Kong se escapa, permaneció en la película.
La música cinematográfica de James Newton Howard, recibió una nominación al Globo de Oro a la mejor banda sonora.

### Lista de canciones
- "I'm Sitting on Top of the World"
Escrita por Ray Henderson, Joe Young, Sam Lewis (como Sam M. Lewis)
tocada por Al Jolson
Cortesía de Geffen Records
bajo la licencia de Universal Music Enterprises
- "Fanfares Nos. 1, 2 and 3, The Sailors, The Aeroplane, Elevated Sequence, Jungle Dance, The Escape"
Del film King Kong (1933)
Escrita por Max Steiner
- "Aboriginal Sacrifice Dance"
Del filme King Kong (1933)
Escrita por Max Steiner
- "Bye Bye Blackbird"
Escrita por Mort Dixon, Ray Henderson
Tocada por Peggy Lee
Cortesía de Geffen Records
Bajo la licencia de Universal Music Enterprises

## Formato casero
King Kong fue lanzada en formato DVD el 28 de marzo de 2006, en los Estados Unidos y Canadá. Salieron a la venta tres formatos diferentes: un disco a pantalla completa, otro con pantalla panorámica, y una edición especial de dos discos en Pantalla Panorámica.
Una edición extendida de lujo de tres discos fue lanzada el 14 de noviembre de 2006 en los Estados Unidos  y el 3 de noviembre en Australia. Doce minutos fueron reinsertados en la película, y otros cuarenta se presentaron junto con el resto de las características especiales. La película se extendió en los primeros dos discos con comentarios de Peter Jackson y Philippa Boyens, y algunos cortos, mientras que las características especiales principales están en el disco tres. Otro conjunto fue lanzado, incluyendo una estatuilla WETA de Kong escalando el Empire State Building, rugiendo, con Ann en la mano. La película extendida asciende a una duración total de 200 minutos.
Una versión especial en HD DVD de King Kong fue parte de un paquete que promocionaba el lanzamiento de la unidad externa HD DVD para la consola de videojuegos Xbox 360. El paquete contenía la unidad HD DVD, Universal Media Remote y King Kong en HD DVD. También estuvo disponible por separado como un HD DVD estándar. Los cortes teatrales y extendidos de la película fueron lanzados juntos en Blu-Ray el 20 de enero de 2009. Un relanzamiento del Blu-Ray con un nuevo disco que contenía los bonus  de todas las ediciones anteriores se tituló "Ultimate Edition" y fue lanzado el 7 de febrero de 2017.